# Katharina Agricola
Johanna Maria Katharina Agricola (* 18. Mai 1719 in Bergen (Bergen-Enkheim); † 27. Januar 1776 in Frankfurt am Main) war eine deutsche Haushälterin, die von ihrem Arbeitgeber vergewaltigt und durch gefälschte Dokumente des Meuchelmords und Diebstahls bezichtigt wurde. Sie saß zwei Jahre unschuldig in Haft und die Gerichte schleppten die Entscheidung über ihre Ansprüche über Jahre hinaus. Schließlich wurde die Angelegenheit über eine Appellation vor den Reichshofrat gebracht, der letztlich keine Entscheidung traf.
Katharina war eine Tochter des Pfarrers Johann Ludwig Hektor Agricola (1675–1747) und dessen Ehefrau Katharina geb. Wissenbach. Die Mutter war Tochter des Beilsteiner Pfarrers Georg Ludwig Wissenbach. Sie starb im Wochenbett und wurde am 25. Mai 1719 bestattet.
Aus den späteren Prozessakten geht hervor, dass Katharina vier Schwestern und mehrere Brüder hatte, die im elterlichen Haushalt blieben. So suchte sie eine Anstellung in der Stadt und wurde bei dem Juristen und Frankfurter Ratsherrn Johann Erasmus von Senckenberg Haushälterin. Anfang des Jahres 1747, nach kurzer Zeit der Beschäftigung, vergewaltigte dieser unter Androhung von Waffengewalt seine Haushälterin, die schwanger wurde und im Dezember eine Tochter zur Welt brachte.
Senckenberg verweigerte die geforderte Entschädigung und Zahlung der Alimente. So bat sie das Konsistorium um Hilfe; im Gegenzug wurde sie von Senckenberg zusammen mit dessen Schreiber Bredekow, der Tatzeuge war, entlassen.
Mit gefälschten Unterlagen bezichtigte Senckenberg, auch mit Hilfe seines älteren Bruders Heinrich Christian, die Entlassenen des Diebstahls und des Meuchelmordes. Daraufhin kamen beide in Haft.
Der Rat der Stadt Frankfurt befasste sich mit der Angelegenheit und sichtete die Akten des Untersuchungsgerichtes. Der Rat bat die Universität Altdorf um ein Rechtsgutachten, welches allerdings erst im Herbst 1749 erging. Daraufhin wurden Bredekow und Agricola nach zweijähriger Untersuchungshaft freigelassen und ihnen eine Entschädigung zugesprochen. Senckenberg konnte sich dieser Verantwortung jedoch entziehen. Katharina starb am 27. Januar 1776, ohne in den Genuss von Entschädigungsleistungen zu gelangen.
Der Frankfurter Bürgermeister ließ Senckenberg am 28. Februar 1769 festnehmen und auf der Hauptwache in Frankfurt in Arrest nehmen. Die Anklageschrift vom 25. August 1769 warf ihm Vergewaltigung, Fälschung, Verleumdung, Mordversuch, Aufruhr, Erpressung, Diebstahl, Veruntreuung öffentlicher Gelder sowie Majestätsbeleidigung vor und forderte die Todesstrafe.
Durch geschicktes Hinauszögern höchster Stellen ist kein Urteil ergangen. Senckenberg blieb jedoch lebenslang in Haft und starb am 21. Juni 1795 in seiner Arrestzelle.